# ویلیام ریگلی جونیور
ویلیام ریگلی جونیور (انگلیسی: William Wrigley, Jr.؛ زادهٔ ۶ اکتبر ۱۹۶۳) کارآفرین، سرمایه‌دار و مدیر ارشد اجرایی آمریکایی است، که در حال حاضر به‌عنوان رئیس هیئت مدیره شرکت ریگلی فعالیت می‌کند.